# Alice in Chains 1996 North America Tour
1996 North America Tour – trasa koncertowa amerykańskiego zespołu muzycznego Alice in Chains, mająca na celu promocję trzeciego albumu studyjnego Alice in Chains, wydanego 7 listopada 1995. Odbyła się w czterech miastach w Stanach Zjednoczonych. Grupa pełniła rolę supportu dla Kiss w ramach Alive/Worldwide Tour.
Koncerty jakie odbyły się 2 lipca w Saint Louis i 3 lipca w Kansas City, zostały zarejestrowane, a ich fragmenty wykorzystane na koncertowo-kompilacyjnym albumie Live z grudnia 2000. Jest to także ostatnia trasa z udziałem wokalisty Layne’a Staleya.

## Występy przedpremierowe

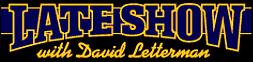
Zespół wystąpił w talk-show Late Show with David Letterman

10 kwietnia 1996 zespół zagrał pierwszy koncert od 7 stycznia 1994. Występ z cyklu MTV Unplugged odbył się w Majestic Theatre w Brooklyn Academy of Music na terenie Nowego Jorku. Zarejestrowany materiał ukazał się 30 lipca na albumie Unplugged. Dziesięć dni później członkowie zespołu wystąpili w programie Saturday Night Special, wykonując „Again”. 10 maja grupa wystąpiła w talk-show Late Show with David Letterman, prezentując skrócone wersje „Again” i „We Die Young”.
| Data             | Miasto      | Kraj              | Obiekt                        |
| ---------------- | ----------- | ----------------- | ----------------------------- |
| Ameryka Północna |             |                   |                               |
| 20 kwietnia 1996 | Los Angeles | Stany Zjednoczone | Saturday Night Special Studio |
| 10 maja 1996     | Nowy Jork   | Stany Zjednoczone | Ed Sullivan Theater           |

## Opis trasy

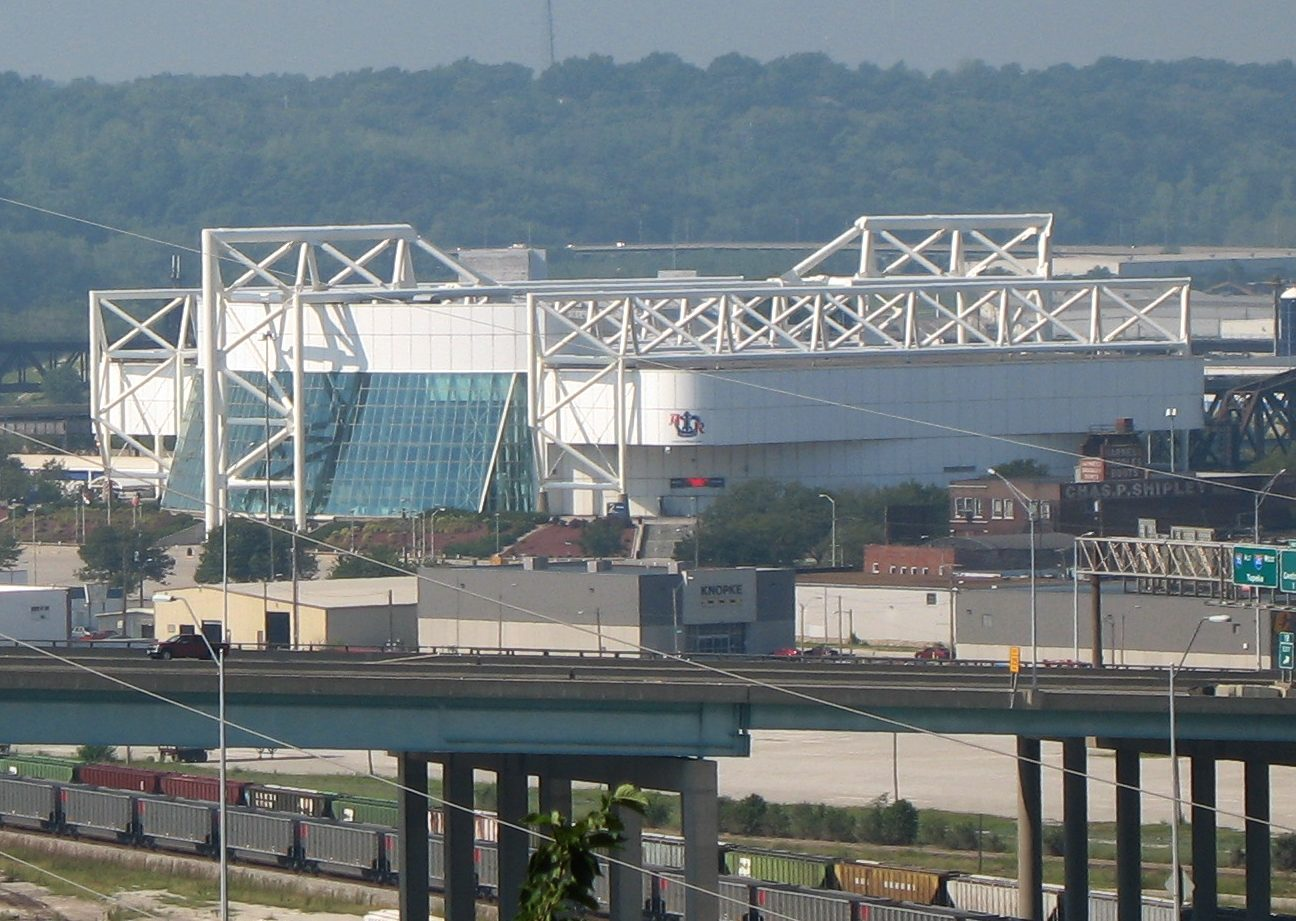
Kemper Arena, miejsce ostatniego koncertu Alice in Chains ze Staleyem w składzie

Zarządzająca zespołem Susan Silver wykonała telefon do Kena Deansa z prośbą, by ten przygotował grupę do wspólnej trasy z Kiss. W pierwotnym założeniu formacja Stone Temple Pilots miała poprzedzać występy, lecz z uwagi na kłopoty zdrowotne Scotta Weilanda, Alice in Chains dostali ofertę. Propozycja udziału w tournée spotkała się z aprobatą ze strony Cantrella i Kinneya, którzy byli fanami twórczości nowojorskiej kapeli. Ofertę udziału odrzucił Layne Staley, który nie był przychylny powrotowi na scenę. Zespół postanowił zrezygnować z propozycji, lecz wokalista po kilku namowach zmienił swoją decyzję. 20 maja muzycy wynajęli salę w Moore Theatre, gdzie przez trzy tygodnie odbywali próby pod kierownictwem Deansa. „To było naprawdę trudne” – przyznał. „Mike Inez pojawiał się około trzeciej lub czwartej po południu. Razem spędzaliśmy czas. Potem pojawiał się Sean, a następnie Jerry. Layne pojawiał się około dziewiątej, próbowali kilku piosenek, a następnie rozchodzili się. W tym czasie stało się oczywiste, że Layne i Jerry mają jakieś problemy, szczególnie Layne, po którym widać było, że długoletnie uzależnienie od narkotyków zaczyna na niego wpływać. Nie widziałem go przez jakiś czas, dopóki nie zobaczyłem na próbach. W pewnym momencie zniknęła jego część. Susan radziła sobie z tą sytuacją na tyle na ile potrafiła najlepiej”.
Trasa została zainaugurowana 28 czerwca występem na Tiger Stadium, przed ponad 40 tys. audytorium. Alex Coletti, który współpracował z Alice in Chains przy realizacji koncertu dla MTV Unplugged, obecny był na występie z grupą przyjaciół. „Pobiegliśmy prosto pod scenę dla Alice i oglądaliśmy Kiss (…) Cieszyłem się widząc ich [Alice in Chains] jak grali przed tłumem ludzi”. W trakcie występu we Freedom Hall 30 czerwca, na widowni obecny był William DuVall, który dekadę później został nowym wokalistą zespołu. Ostatni koncert odbył się 3 lipca w Kemper Arena. Susan Silver: „Pamiętam, że stałam przy głównej płycie z kierownikiem trasy. Gdy tylko zaczęli swój występ, spojrzałam na niego i powiedziałam: Kevan, to jest ostatni raz, kiedy widzimy tych ludzi razem na scenie. Po prostu to czuję”. Po wykonaniu „Angry Chair”, Kinney podszedł do mikrofonu, zwracając się do kolegów z zespołu: „Okej chłopaki, zamknijcie się na chwilę, to naprawdę poważna sprawa”. Następnie odśpiewał fragment ballady „Beth” z repertuaru Kiss, wykonywanej w oryginale przez Petera Crissa. Interpretacja Kinneya spotkała się z mieszanym przyjęciem; część publiki nagrodziła go brawami, część wygwizdała. Na zakończenie koncertu zespół wykonał „Man in the Box”, po czym muzycy złapali się za ręce, ukłonili i zeszli ze sceny. Po zakończeniu występu Staley przedawkował heroinę. Silver: „Wyszłam z hotelu i miałam rano lecieć do Seattle z Kansas. Chłopaki jechali na lotnisko autobusem. Kiedy wylądowałam, dostałam informację, że nie mogą ocucić Layne’a. Skończyło się na wizycie w szpitalu w Kansas”. Inez przyznał, że „była to bardzo bolesna sprawa”.

### Setlista
W ramach Alive/Worldwide Tour, Alice in Chains prezentowali skrócony program z uwagi na ograniczenia czasowe. Setlisty wypełniły wyselekcjonowane kompozycje ze wszystkich trzech albumów studyjnych, z czego „God Am” wykonywany był po raz pierwszy.
| Setlista 1996 |
| --- |
| 1. „Again” 2. „God Am” 3. „Sludge Factory” 4. „We Die Young” 5. „Them Bones” 6. „Rooster” 7. „Angry Chair” 8. „Would?” 9. „A Little Bitter” 10. „Dam That River” 11. „Man in the Box” Uwagi: - Z uwagi na ograniczenia czasowe, zespół Alice in Chains prezentował materiał składający się od dziesięciu do jedenastu kompozycji. - Podczas koncertu w Kemper Arena, Kinney zaśpiewał a cappella fragment utworu „Beth” z repertuaru Kiss. - Kompozycje „Rooster” i „Again”, zostały zagrane trzykrotnie podczas trasy. |

### Support
28 czerwca na Tiger Stadium w roli supportu wystąpiła formacja Sponge. W 2000 wokalista Vinnie Dombroski dołączył do supergrupy Kinneya Spys4Darwin, z którą zrealizował  minialbum Microfish (2001).

## Odbiór

### Krytyczny
Frontman The Smashing Pumpkins, Billy Corgan przyznał w jednym z wywiadów: „Widziałem Alice in Chains podczas jednego z ich ostatnich występów, gdy otwierali koncert Kiss na Tiger Stadium. Grali na zewnątrz w pełnym słońcu i byli niezwykli”. Steve Palmer, który w 1996 pełnił funkcję technicznego podczas trasy stwierdził: „To smutne myśleć o narkotykach, i o tym co one mogą zrobić z człowiekiem. Pracowałem w zawodzie ale byłem fanem muzyki, miałem wymarzoną pracę. Patrzyłem na zespół z boku sceny i byli naprawdę zaangażowani, natomiast Layne po prostu tam stał. Facet był profesjonalistą, ale sprawiał wrażenie jakby nie chciał tam być. Pamiętam jak brałem udział w trasie promującej Dirt kilka lat wcześniej, i naprawdę nie mogłem uwierzyć, że to jest ten sam facet. Myślę, że jego miłość do muzyki umarła”.

## Daty i miejsca koncertów
| Data             | Miasto      | Kraj              | Obiekt        | Support | Wsparcie dla |
| ---------------- | ----------- | ----------------- | ------------- | ------- | ------------ |
| Ameryka Północna |             |                   |               |         |              |
| 28 czerwca 1996  | Detroit     | Stany Zjednoczone | Tiger Stadium | Sponge  | Kiss         |
| 30 czerwca 1996  | Louisville  | Stany Zjednoczone | Freedom Hall  | N/A     | Kiss         |
| 2 lipca 1996     | Saint Louis | Stany Zjednoczone | Kiel Center   | N/A     | Kiss         |
| 3 lipca 1996     | Kansas City | Stany Zjednoczone | Kemper Arena  | N/A     | Kiss         |

## Skład
Alice in Chains
- Layne Staley – śpiew, gitara rytmiczna („Angry Chair”)
- Jerry Cantrell – śpiew, gitara, wokal wspierający
- Mike Inez – gitara basowa, wokal wspierający
- Sean Kinney – perkusja, śpiew („Beth”)

Produkcja
- Kierownik trasy: Kevan Wilkins
- Management: Susan Silver
- Roadie: Steve Palmer